# Melbourne International Games Week
Die Melbourne International Games Week ist die größte professionelle Kommunikations- und Networking-Plattform für Spiele und Verbraucher im asiatisch-pazifischen Raum. Es umfasst einen Zusammenschluss von Veranstaltungen für die drei Interessengebiete Wirtschaft, Konsumgüter und Industrie.
Bei der Games Week 2015 nahmen über 60.000 Person an Spielekonferenzen und Verbraucherschauen in der ganzen Stadt teil, darunter Games Connect Asia Pacific, Unite Melbourne, PAX Australia, Women in Games Lunch, Australian Game Developers’ Awards, ACMI Family Day, VR and Serious Games Festival und Education in Games Summit.
Die Veranstaltungen des Jahres 2016 fanden in unmittelbarer Nähe verschiedener Schauplätze statt, darunter das Australian Centre for the Moving Image und das Melbourne Convention and Exhibition Centre. Im Jahr 2017 nahmen mehr als 65.000 Menschen an verschiedenen Veranstaltungen teil.
Das Programm für 2018 enthielt auch zahlreiche neue Events, einschließlich des ersten Melbourne Queer Games Festivals, das sich auf Spiele mit LGBT-Inhalten konzentriert, sowie eine E-Sport-Konferenz, und die neue High Score Konferenz, die das Zusammenspiel von Spielen und Musik zum Thema hatte.